# جامعه ال‌جی‌بی‌تی
جامعه ال‌جی‌بی‌تی یا جامعه رنگین‌کمانی جامعه افراد همجنس‌گرای زن، همجنس‌گرای مرد، دوجنسگرا، تراجنسیتی و سازمان‌های ال‌جی‌بی‌تی و  مجموعه عادات رفتاری و فرهنگیشان  هستند که توسط یک فرهنگ مشترک و جنبش‌هایشان متحد شده‌اند. این جوامع معمولاً افتخار، تنوع، فردیت و جنسیت را جشن می‌گیرند. فعالان حقوق ال‌جی‌بی‌تی و جامعه‌شناسان این جامعه سازی را به عنوان یک وزنه در تعدیل دگرجنس‌گراسالاری، همجنسگرا ستیزی، دوجنسگراهراسی، تراجنس‌هراسی، sexualism، و فشار هم‌نوایی موجود در جامعه می‌دانند. اصطلاحات افتخار یا افتخار همجنسگرایانه برای بیان هویت و قدرت جمعی جامعه همجنسگرایان استفاده می‌شود؛ رژه‌های افتخار همزمان نشانگر اصلی اصطلاح افتخار و نشان دادن معنای کلی این اصطلاح هستند. سازمان‌های همجنسگرایان در وابستگی سیاسی متنوع هستند. لزوماً هر شخص همجنس‌گرا، دوجنسگرا یا تراجنسی خودش را بخشی از جامعه ال‌جی‌بی‌تی محسوب نمی‌کند.
گروه‌هایی که ممکن است بخشی از جامعه ال‌جی‌بی‌تی باشند، شامل محله‌های همجنسگرایان، سازمان‌های حقوق ال‌جی‌بی‌تی، گروه‌های کارمندان ال‌جی‌بی‌تی در شرکت‌ها، گروه‌های محصلان ال‌جی‌بی‌تی در مدارس و دانشگاه‌ها و گروه‌های مذهبی حامی ال‌جی‌بی‌تی هستند.
جوامع ال‌جی‌بی‌تی ممکن است خود جنبش برای حقوق مدنی برای ترویج حقوق ال‌جی‌بی‌تی در سراسر جهان را راه‌اندازی کنند یا حامی آن باشند.

## نمادها
جامعه ال‌جی‌بی‌تی اغلب با نمادهای خاص شناخته می‌شود؛ به خصوص رنگین‌کمان یا پرچم رنگین‌کمانی. نماد لامبدا یونانی ("L" به نماد آزادی، liberation)، مثلث، روبان و نماد جنسیت نیز به عنوان نماد پذیرش همجنسگرایان استفاده می‌شود. انواع مختلفی از پرچم‌ها برای نشان دادن تقسیم‌بندی در جامعه همجنسگرا وجود دارد، اما پرچم رنگین کمان اصلی‌ترین نماد شناخته شده است. به گفته گیلبرت بیکر، خالق پرچم شناخته شده رنگین کمان، هر رنگ نشان دهنده یک ارزش در جامعه است:
- صورتی = جنسیت
- قرمز = زندگی
- نارنجی = شفا
- زرد = خورشید
- سبز = طبیعت
- آبی = هنر
- indigo = هماهنگی
- بنفش = روح

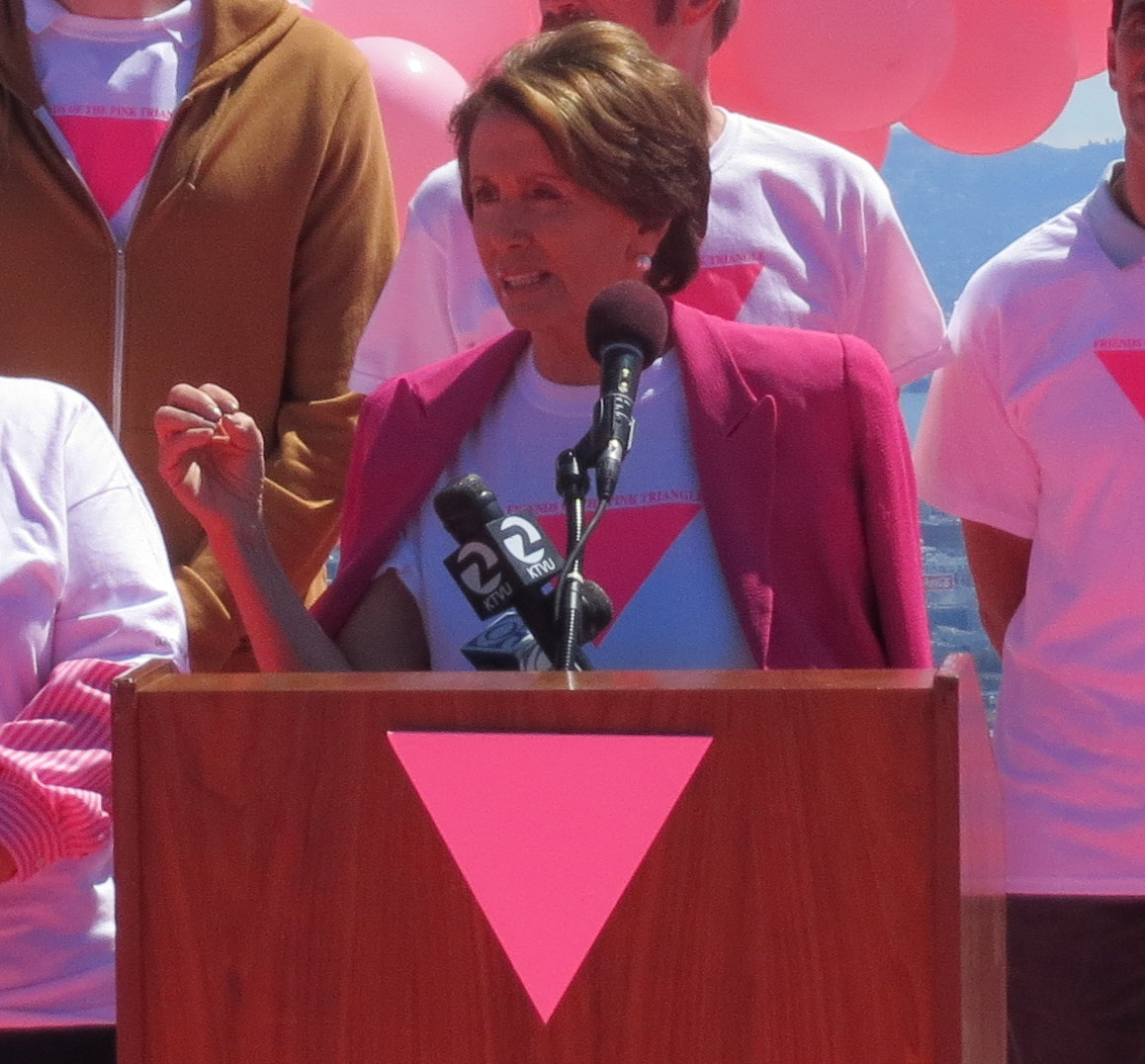
نماینده مجلس نانسی پلوسی در مراسم دوستان مثلث صورتی

پس از آن، صورتی و نارنجی از پرچم حذف شد و منجر به پرچم کنونی شد که برای اولین بار در رژه افتخار ۱۹۷۹ ارائه شد. دیگر پرچم‌ها عبارتند از پرچم پیروزی در برابر ایدز، پرچم افتخار چرم و پرچم افتخار خرس‌ها.
نماد لامبدا ابتدا توسط اتحاد اتحاد فعالان همجنس‌گرا در نیویورک در سال ۱۹۷۰ پس از خارج شدن از جبهه بزرگ آزادی به تصویب رسید. لامبدا از این جهت انتخاب شد که مردم ممکن بود آن را با نماد یک کالج اشتباه بگیرند و آن را به عنوان یک نماد جامعه ال‌جی‌بی‌تی نشناسند، مگر اینکه شخصاً با جامعه ال‌جی‌بی‌تی مرتبط باشند. در دسامبر ۱۹۷۴، لامبدا به‌طور رسمی نماد بین‌المللی برای حقوق ال‌جی‌بی‌تی توسط کنگره بین‌المللی حقوق ال‌جی‌بی‌تی در ادینبورگ، اسکاتلند اعلام شد.
مثلث پس از هولوکاست نماد جامعه همجنسگرایان گردی. نه تنها این نشان دهنده یهودیان بود، بلکه همجنسگرایانی بودند که به خاطر قانون آلمان نازی کشته شدند. در طول هولوکاست، همجنسگرایان با مثلث صورتی برای تمایز با یهودیان، زندانیان عادی، و زندانیان سیاسی برچسب زده شدند. مثلث سیاه به‌طور مشابه برای زنان همجنس‌گرا برای نشان دادن جامعه همجنس‌گرایان زن استفاده می‌شود.

مثلث‌های زرد و صورتی برای برچسب زدن همجنس گرایان یهودی در طول هولوکاست استفاده شدند.

مثلث صورتی و زرد برای برچسب زدن همجنسگرایان یهودی استفاده شد. نمادهای جنسیتی لیست بسیار طولانی دارند که تنوع روابط همجنس گرایانه و دوجنس‌گرایانه نمایش داده می‌شود که ممکن است توسط گروهی شناخته شده‌باشند اما بسیار معروف نباشند. نمادهای دیگر که مربوط به جامعه همجنسگرا و افتخار همجنسگرایان هستند، عبارتند از روبان آگاهی‌بخشی در مورد خودکشی همجنسگرایان نوجوان، روبان آگاهی‌بخشی دربارهٔ ایدز، رازیانه و کرگردن بنفش است.
در پاییز سال ۱۹۹۵، کمپین حقوق بشر یک لوگوی (علامت مساوی در پس‌زمینه آبی تیره) را به تصویب رساند که یکی از نمادهای معروف جامعه ال‌جی‌بی‌تی است. لوگو را می‌توان در سراسر جهان مشاهده کرد و نماد به مبارزه برای حقوق برابر برای افراد ال‌جی‌بی‌تی تبدیل شده است.
یکی از قابل توجه‌ترین تغییرات اخیر در ۸ ژوئن ۲۰۱۷ در فیلادلفیا انجام شد. آنها دو نوار جدید را به پرچم سنتی ال‌جی‌بی‌تی اضافه کردند، یکی سیاه و دیگری قهوه‌ای. این برای نمایش افراد سیاه‌پوست و رنگین‌پوست در جامعه ال‌جی‌بی‌تی اضافه شد.

## برای مطالعهٔ بیشتر
- Murphy, Timothy F. , Reader's Guide to Lesbian and Gay Studies, 2000. (African American LGBT community, and also its relation to art.) Partial view at Google Books